# Filmografia Roberta De Niro

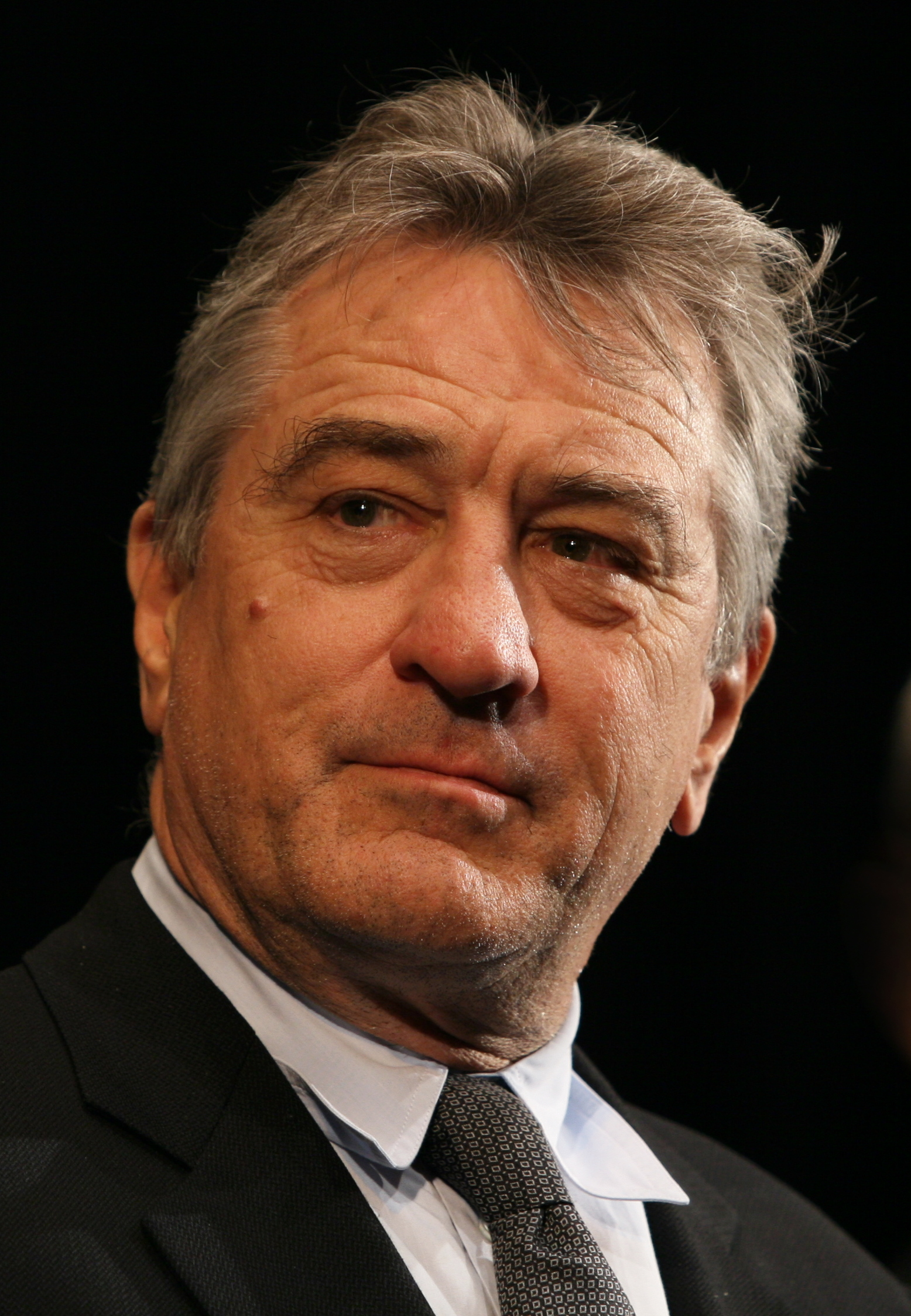
Robert De Niro w 2008 roku

Filmografia amerykańskiego aktora, reżysera i producenta filmowego Roberta De Niro obejmuje dziesiątki ról filmowych i telewizyjnych.

## Aktor i reżyser
| Rok  | Film                           | Rola                             | Informacje |
| ---- | ------------------------------ | -------------------------------- | --- |
| 1965 | Trzy pokoje na Manhattanie     | klient w restauracji             | |
| 1968 | Pozdrowienia                   | Jon Rubin                        | |
| 1969 | Sam's Song                     | Sam                              | |
| 1969 | Przyjęcie weselne              | Cecil                            | |
| 1970 | Krwawa mamuśka                 | Lloyd Barker                     | |
| 1970 | Cześć, Mamo!                   | Jon Rubin                        | |
| 1971 | Jennifer on My Mind            | Mardigian, kierowca taksówki     | |
| 1971 | Urodzony zwycięzca             | oficer Danny                     | |
| 1971 | Gang, który nie umiał strzelać | Mario Trantino                   | |
| 1973 | Uderzaj powoli w bęben         | Bruce Pearson                    | New York Film Critics Circle: najlepszy aktor drugoplanowy |
| 1973 | Ulice nędzy                    | John „Johnny Boy” Civello        | National Society of Film Critics Awards: najlepszy aktor drugoplanowy |
| 1974 | Ojciec chrzestny II            | Vito Corleone                    | Nagroda Akademii Filmowej: najlepszy aktor Nominacja – BAFTA Award: najlepszy nowy aktor |
| 1976 | Taksówkarz                     | Travis Bickle                    | New York Film Critics Circle: najlepszy aktor Los Angeles Film Critics Association Awards: najlepszy aktor Nominacja – Nagroda Akademii Filmowej: najlepszy aktor Nominated – BAFTA Award: najlepszy aktor Nominacja – Złoty Glob: najlepszy aktor w dramacie                                                                         |
| 1976 | 1900                           | Alfredo Berlinghieri             | |
| 1976 | Ostatni z wielkich             | Monroe Stahr                     | |
| 1977 | New York, New York             | Jimmy Doyle                      | Nominacja – Złoty Glob: najlepszy aktor w komedii lub musicalu |
| 1978 | Łowca jeleni                   | Michael Vronsky                  | Nominacja – Nagroda Akademii Filmowej: najlepszy aktor Nominacja – BAFTA Award: najlepszy aktor Nominacja – Złoty Glob: najlepszy aktor w dramacie Nominacja – American Movie Awards: najlepszy aktor |
| 1979 | The Swap                       | Sam Nicoletti                    | zmontowana wersja Sam's Song (1969) |
| 1980 | Wściekły Byk                   | Jake LaMotta                     | Nagroda Akademii Filmowej: najlepszy aktor Złoty Glob: najlepszy aktor w dramacie National Board of Review Award: najlepszy aktor New York Film Critics Circle: najlepszy aktor Boston Society of Film Critics: najlepszy aktor Los Angeles Film Critics Association Awards: najlepszy aktor Nominacja – BAFTA Award: najlepszy aktor |
| 1981 | Prawdziwe wyznania             | Monsignor Desmond „Des” Spellacy | |
| 1983 | Król komedii                   | Rupert Pupkin                    | Nominacja – BAFTA Award: najlepszy aktor |
| 1984 | Dawno temu w Ameryce           | David „Noodles” Aaronson         | |
| 1984 | Zakochać się                   | Frank Raftis                     | |
| 1985 | Brazil                         | Archibald „Harry” Tuttle         | |
| 1986 | Misja                          | Rodrigo Mendoza                  | |
| 1987 | Harry Angel                    | Louis Cypher                     | Nominacja – Saturn: najlepszy aktor drugoplanowy |
| 1987 | Nietykalni                     | Al Capone                        | |
| 1988 | Zdążyć przed północą           | Jack Walsh                       | Nominacja – Złoty Glob: najlepszy aktor w komedii lub musicalu |
| 1989 | Szalony Megs                   | Joseph „Jacknife” Megessey       | |
| 1989 | Nie jesteśmy aniołami          | Ned                              | |
| 1990 | Stanley i Iris                 | Stanley Everett Cox              | |
| 1990 | Chłopcy z ferajny              | Jimmy Conway                     | New York Film Critics Circle: najlepszy aktor Nominacja – BAFTA Award: najlepszy aktor |
| 1990 | Przebudzenia                   | Leonard Lowe                     | National Board of Review of Motion Pictures: najlepszy aktor New York Film Critics Circle: najlepszy aktor Nominacja – Nagroda Akademii Filmowej: najlepszy aktor |
| 1991 | Czarna lista Hollywood         | David Merrill                    | |
| 1991 | Ognisty podmuch                | Donald „Shadow” Rimgale          | |
| 1991 | Przylądek strachu              | Max Cady                         | Nominacja – Nagroda Akademii Filmowej: najlepszy aktor Nominacja – Złoty Glob: najlepszy aktor w dramacie Nominacja – MTV Movie Awards: najlepszy czarny charakter; najlepszy aktor |
| 1992 | Noc i miasto                   | Harry Fabian                     | |
| 1993 | Prawo Bronxu                   | Lorenzo Anello                   | reżyser |
| 1993 | Dziewczyna gangstera           | Wayne „Mad Dog” Dobie            | |
| 1993 | Chłopięcy świat                | Dwight Hansen                    | |
| 1994 | Frankenstein                   | Monstrum                         | Nominacja – Saturn: najlepszy aktor drugoplanowy |
| 1995 | Kasyno                         | Sam „Ace” Rothstein              | |
| 1995 | Gorączka                       | Neil McCauley                    | |
| 1996 | Fan                            | Gilbert „Gil” Renard             | Nominacja – MTV Movie Awards: najlepszy czarny charakter |
| 1996 | Uśpieni                        | ojciec Bobby                     | |
| 1996 | Pokój Marvina                  | doktor Wally                     | Nominacja – Nagroda Gildii Aktorów Filmowych: najlepsza obsada |
| 1997 | Cop Land                       | Moe Tilden                       | |
| 1997 | Jackie Brown                   | Louis Gara                       | |
| 1997 | Fakty i akty                   | Conrad Brean                     | |
| 1998 | Ronin                          | Sam                              | |
| 1999 | Depresja gangstera             | Paul Vitti                       | Nominacja – Złoty Glob: najlepszy aktor w komedii lub musicalu Nominacja – Blockbuster Entertainment Awards: najlepszy aktor Nominacja – American Comedy Awards: najlepszy aktor |
| 1999 | Bez skazy                      | Walter Koontz                    | |
| 2000 | Rocky i Łoś Superktoś          | Przywódca                        | |
| 2000 | Siła i honor                   | Leslie William 'Billy' Sunday    | Nominacja – Nagroda Satelita: najlepszy aktor drugoplanowy |
| 2000 | Poznaj mojego tatę             | Jack Tiberius Byrnes             | Nominacja – Złoty Glob: najlepszy aktor w komedii lub musicalu Nominacja – American Comedy Awards: najlepszy aktor Nominacja – Blockbuster Entertainment Awards: najlepszy aktor Nominacja – MTV Movie Awards: najlepsza obsada |
| 2001 | 15 minut                       | detektyw Eddie Flemming          | |
| 2001 | Rozgrywka                      | Nick Wells                       | |
| 2002 | Showtime                       | detektyw Mitch Preston           | |
| 2002 | Dochodzenie                    | Vincent Anthony LaMarca          | |
| 2002 | Nawrót depresji gangstera      | Paul Vitti                       | |
| 2004 | Godsend                        | doktor Richard Wells             | |
| 2004 | Rybki z ferajny                | Don Lino                         | głos |
| 2004 | Poznaj moich rodziców          | Jack Tiberius Byrnes             | |
| 2004 | Most przeznaczenia             | arcybiskup                       | |
| 2005 | Siła strachu                   | David Callaway                   | |
| 2006 | Artur i Minimki                | król                             | głos |
| 2006 | Dobry agent                    | William Joseph Donovan           | reżyser |
| 2007 | Gwiezdny pył                   | kapitan Szekspir                 | |
| 2008 | Zawodowcy                      | detektyw Thomas „Turk” Cowan     | |
| 2008 | Co jest grane?                 | Ben                              | |
| 2009 | Wszyscy mają się dobrze        | Frank                            | Hollywood Film Festival – najlepszy aktor |
| 2010 | Maczeta                        | senator McLaughlin               | |
| 2010 | Stone                          | Jack Mabrey                      | |
| 2010 | Poznaj naszą rodzinkę          | Jack Tiberius Byrnes             | |
| 2011 | Co kryje miłość                | Adrian                           | |
| 2011 | Jestem Bogiem                  | Carl Van Loon                    | |
| 2011 | Elita zabójców                 | Hunter                           | |
| 2011 | Sylwester w Nowym Jorku        | Harry                            | |
| 2012 | Być jak Flynn                  | Jonathan Flynn                   | |
| 2012 | Red Lights                     | Simon Silver                     | |
| 2012 | Freelancers                    | Sarcone                          | |
| 2012 | Wielkie wesele                 | Don Griffin                      | |
| 2012 | Poradnik pozytywnego myślenia  | Pat Solitano Sr.                 | Nominacja – Nagroda Akademii Filmowej: najlepszy aktor drugoplanowy Nominacja – Critics’ Choice Movie Awards: najlepszy aktor drugoplanowy |
| 2013 | Sezon na zabijanie             | Benjamin Ford                    | |
| 2013 | Kamienne pięści                | Ray Arcel                        | |
| 2013 | Wielkie wesele                 | Don Griffin                      | |
| 2013 | Porachunki                     | Fred Blake/Giovanni Manzoni      | |
| 2013 | Legendy ringu                  | Billy „The Kid” McDonnen         | |
|      | Last Vegas                     | Paddy                            | |
| 2014 | Feralna noc                    | Dragna                           | |
| 2015 | Joy                            | Rudy                             | |
| 2015 | Człowiek mafii                 | Frank Pope                       | |
| 2015 | Praktykant                     | Ben                              | Nominacja – Critics’ Choice Movie Awards: najlepszy aktor drugoplanowy |
| 2016 | Kamienne pięści                | Ray Arcel                        | |
| 2016 | Co ty wiesz o swoim dziadku?   | Dick Kelly                       | |
| 2019 | Irlandczyk                     | Frank Sheeran                    | |
| 2019 | Joker                          | Murray Franklin                  | |
| 2020 | Wojna z dziadkiem              | Ed Marino                        | |
| 2020 | Cwaniaki z Hollywood           | Max Barber                       | |
| 2022 | Amsterdam                      | Gil Dillenbeck                   | |
| 2022 | Odkupienie                     | szeryf Mike Church               | |
| 2023 | Czas krwawego księżyca         | William King Hale                | |
| 2023 | Wszystko o moim starym         | Salvo Maniscalco                 | |
| 2023 | Ezra                           | Stan                             | |

## Producent
| Rok  | Film                        | Producent                            |
| ---- | --------------------------- | ------------------------------------ |
| 1989 | Nie jesteśmy aniołami       | producent wykonawczy                 |
| 1991 | Przylądek strachu           | producent (niewymieniony)            |
| 1992 | Na rozkaz serca             | producent                            |
| 1992 | Obsesja                     | producent                            |
| 1993 | TriBeCa                     | producent wykonawczy                 |
| 1993 | The Night We Never Met      | producent (niewymieniony)            |
| 1993 | Prawo Bronxu                | producent                            |
| 1994 | Frankenstein                | wsproducent                          |
| 1995 | Czarne Pantery              | producent (niewymieniony)            |
| 1996 | 20 lat... i ani dnia dłużej | producent                            |
| 1996 | Pokój Marvina               | producent                            |
| 1997 | Fakty i akty                | producent                            |
| 1998 | Przeciwko mafii             | producent wykonawczy                 |
| 1999 | Sex & przemoc               | producent                            |
| 1999 | Bez skazy                   | producent                            |
| 2000 | Rocky i Łoś Superktoś       | producent                            |
| 2000 | Poznaj mojego tatę          | producent                            |
| 2000 | Holiday Heart               | producent wykonawczy                 |
| 2001 | Prison Song                 | producent                            |
| 2002 | Był sobie chłopiec          | producent                            |
| 2004 | Królowa sceny               | producent                            |
| 2004 | Poznaj moich rodziców       | producent                            |
| 2005 | Rent                        | producent                            |
| 2006 | Dobry agent                 | producent                            |
| 2008 | Co jest grane?              | producent                            |
| 2009 | Wrogowie publiczni          | producent wykonawczy (niewymieniony) |
| 2010 | Poznaj naszą rodzinkę       | producent                            |
| 2010 | 20% Fiction                 | producent wykonawczy                 |
| 2010 | 36                          | producent                            |
| 2011 | Warrior Queen               | producent                            |
| 2011 | The Undomestic Goddess      | producent wykonawczy                 |

## Najbardziej dochodowe filmy z udziałem De Niro
Lista dziesięciu najbardziej dochodowych filmów z udziałem Roberta De Niro według witryny Box Office Mojo. Nie zawiera ona jednak obrazów, w których pojawił się w rolach epizodycznych i cameo.
| Miejsce | Tytuł                 | Dochód (w dolarach amerykańskich) |
| ------- | --------------------- | --------------------------------- |
| 1.      | Poznaj mojego tatę    | 516 milionów                      |
| 2.      | Rybki z ferajny       | 367 milionów                      |
| 3.      | Poznaj moich rodziców | 330 milionów                      |
| 4.      | Poznaj naszą rodzinkę | 309 milionów                      |
| 5.      | Gorączka              | 187 milionów                      |
| 6.      | Przylądek strachu     | 182 milionów                      |
| 6.      | Depresja gangstera    | 176 milionów                      |
| 7.      | Jestem Bogiem         | 155 milionów                      |
| 8.      | Ognisty podmuch       | 152 milionów                      |
| 10.     | Kasyno                | 116 milionów                      |

## Telewizja
| Program                             | Odcinek (data)                                                                       |
| The Mike Douglas Show               | odcinek z 22 lipca 1977                                                              |
| The Arsenio Hall Show               | odcinek: „Robert De Niro” (1990)                                                     |
| Today                               | odcinek: „Robert De Niro” (1990)                                                     |
| Cinéma, Cinémas                     | odcinek: „De Niro - Un après-midi de chien” (1990)                                   |
| Wogan                               | odcinek z 20 maja 1991                                                               |
| Double jeu                          | odcinek z 2 czerwca 1992                                                             |
| The Chevy Chase Show                | odcinek numer 1.9. (1993)                                                            |
| The Tonight Show with Jay Leno      | odcinek z 22 września 1993 odcinek z 19 grudnia 2006                                 |
| ABC News Nightline                  | odcinek: „A Man Called Sinatra” (1995)                                               |
| Nyhetsmorgon                        | odcinek numer 8.44. (1995)                                                           |
| Primer planoe                       | odcinek z 13 stycznia 1996                                                           |
| Inside the Actors Studio            | odcinek: „Robert De Niro” (1998)                                                     |
| Mundo VIP                           | odcinek numer 98. (1998) odcinek numer 163. (1999)                                   |
| The Rosie O’Donnell Show            | odcinek z 9 lutego 1999 odcinek z 21 czerwca 2000                                    |
| Leute heute                         | odcinek z 13 maja 2002                                                               |
| Richard & Judy                      | odcinek z 21 lutego 2003                                                             |
| God kveld Norge                     | odcinek z 3 maja 2003                                                                |
| Filmland                            | odcinek numer 1.11. (2003)                                                           |
| Tinseltown TV                       | odcinek z 25 października 2003                                                       |
| Ulica Sezamkowa                     | odcinek numer 35.4.                                                                  |
| GMTV                                | odcinek z 13 września 2004                                                           |
| Ant & Dec's Saturday Night Takeaway | odcinek numer 4.1. (2004)                                                            |
| Good Day Live                       | odcinek z 27 stycznia 2005                                                           |
| Extras                              | odcinek: Jonathan Ross                                                               |
| The Charlie Rose Show               | odcinek z 18 grudnia 2006 odcinek z 13 października 2008                             |
| Live with Regis                     | odcinek z 22 grudnia 2006                                                            |
| Corazón de...                       | odcinek z 13 lutego 2007                                                             |
| Late Show with David Letterman      | odcinek z 14 lutego 2007 odcinek numer 16.8. (jako prezenter listy Top Ten) (2008)   |
| Larry King Live                     | odcinek: „Angelina Jolie” (2007)                                                     |
| Entertainment Tonight               | odcinek z 10 sierpnia 2007 odcinek z 12 września 2008 odcinek z 27 października 2009 |
| Extra                               | odcinek z 21 stycznia 2008                                                           |
| The Daily Show with Jon Stewart     | odcinek z 9 października 2008                                                        |
| Sunday Morning Shoouout             | odcinek: „Tribeca Film Festival” (2008)                                              |
| Late Night with Jimmy Fallon        | odcinek numer 1.1. (2009) odcinek numer 1.100. (2009)                                |
| Rockefeller Plaza 30                | odcinek z 22 stycznia 2011: „Operation Righteous Cowboy Lightning"                   |

### Wydarzenia charytatywne
Lista przedstawia wydarzenia charytatywne, w których wziął udział Robert De Niro.
| Wydarzenie (program)                                       | Informacje | Data                 |
| America: A Tribute to Heroes                               | Koncert charytatywny w formie telethonu, zorganizowany przez aktora George’a Clooneya i transmitowany przez największe amerykańskie stacje telewizyjne w odpowiedzi na zamachy na World Trade Center i Pentagon z 11 września 2001 roku.                                | 21 września 2001     |
| The Concert for New York City                              | Koncert charytatywny zorganizowany w nowojorskim Madison Square Garden, w odpowiedzi na zamachy na World Trade Center i Pentagon z 11 września 2001 roku. | 20 października 2001 |
| Tsunami Aid: A Concert of Hope                             | Koncert charytatywny, zorganizowany przez aktora George’a Clooneya i transmitowany globalnie, aby zebrać fundusze na rzecz ofiar trzęsienia ziemi na Oceanie Indyjskim.                                                                                                 | 15 stycznia 2005     |
| Hope for Haiti Now: A Global Benefit for Earthquake Relief | Koncert charytatywny w formie telethonu, zorganizowany przez aktora George’a Clooneya i transmitowany globalnie, miał na celu pozyskanie środków na pomoc poszkodowanym w wyniku tragicznego trzęsienia ziemi na Haiti, które pochłonęło co najmniej 100 tysięcy ofiar. | 22 stycznia 2010     |

## Saturday Night Live
Lista przedstawia wszystkie występy De Niro w programie Saturday Night Live. W pierwszych trzech nie został jednak wymieniony w czołówce, natomiast w kolejnych dwóch odcinkach, z 2002 i 2004 roku, pojawił się w roli prowadzącego.
| Występ numer | Data emisji           | Odcinek                            |
| ------------ | --------------------- | ---------------------------------- |
| 1.           | 10 października 1992  | „Joe Pesci/Spin Doctors”           |
| 2.           | 12 kwietnia 1997      | „Rob Lowe/Spice Girls"             |
| 3.           | 21 października, 2000 | „Dana Carvey/The Wallflowers”      |
| 4.           | 7 grudnia 2002        | „Robert De Niro/Norah Jones”       |
| 5.           | 18 grudnia 2004       | „Robert De Niro/Destiny’s Child”   |
| 6.           | 4 grudnia 2010        | „Robert De Niro/Diddy-Dirty Money” |

## Dokumenty
| Rok  | Tytuł                                        | Informacje                       |
| ---- | -------------------------------------------- | -------------------------------- |
| 1982 | Elia Kazan, Outsider                         | jako osoba udzielająca wywiadu   |
| 1987 | Dear America: Letters Home from Vietnam      | narrator                         |
| 1990 | Hollywood Mavericks                          | jako osoba udzielająca wywiadu   |
| 1990 | More than a Movie                            | uczestnik                        |
| 1992 | Stella Adler: Awake and Dream!               | jako osoba udzielająca wywiadu   |
| 1998 | Junket Whore                                 | dokument na temat dziennikarstwa |
| 1998 | Lenny Bruce: Swear to Tell the Truth         | narrator                         |
| 2001 | America: A Tribute to Heroes                 | uczestnik                        |
| 2001 | The Concert for New York City                | uczestnik                        |
| 2002 | 9/11                                         | narrator                         |
| 2002 | Fahrenheit 9/11                              | materiał archiwalny              |
| 2003 | Hans Hofmann: Artist/Teacher, Teacher/Artist | narrator                         |
| 2004 | Biography: Liza Minnelli                     | jako osoba udzielająca wywiadu   |
| 2006 | Tony Bennett: An American Classic            | uczestnik                        |

## Teatr
| Rok  | Tytuł                                | Rola           | Obiekt           |
| ---- | ------------------------------------ | -------------- | ---------------- |
| 1953 | Czarnoksiężnik z krainy Oz           | Tchórzliwy Lew |                  |
| 1970 | One Night Stand of a Noisy Passenger |                |                  |
| 1986 | Cuba and His Teddy Bear              | Cuba           | Longacre Theatre |

## Inne występy w mediach

### Reklamy telewizyjne
- samochody AMC Ambassador (1969)
- włoska reklama energooszczędnych żarówek Beghelli (1999–2000)
- reklama Nowego Jorku jako celu turystycznego, nagrana z udziałem Billy’ego Crystala (2001)
- reklama American Express, która została wyreżyserowana przez Martina Scorsese

### Filmy
W końcowych napisach filmów Monument Ave., Krzesło reżysera, The Doorman, Trucker oraz Pollock znalazły się specjalne podziękowania wobec De Niro.
W obrazie z 1980 roku, Dirty Picture, Ruud de Bruyn wcielił się w postać, która nazywała się Robert De Niro.